# Superpohár UEFA 2024
Superpohár UEFA 2024 byl 48. ročníkem evropské klubové soutěže Superpohár UEFA, pořádané Evropskou fotbalovou asociací UEFA, ve které se utkávají vítěz Ligy mistrů a vítěz Evropské ligy. V zápase nastoupil vítěz Ligy mistrů UEFA 2023/24 proti vítězi Evropské ligy UEFA 2023/24.

## Dějiště
Národní stadion ve Varšavě v Polsku byl vybrán jako místo konání zápasu na zasedání výkonného výboru UEFA v Limassolu na Kypru 26. září 2023. Stadion byl postaven pro turnaj Mistrovství Evropy ve fotbale 2012 v Polsku a na Ukrajině, kde hostil tři zápasy skupiny A, čtvrtfinále a semifinále. Od té doby hostil finále Evropské ligy UEFA 2014/2015 a je také obvyklým dějištěm domácích zápasů polské fotbalové reprezentace. Má kapacitu UEFA 58 274 míst.

## Účasti v Superpoháru UEFA
| Název týmu  | Předchozí účasti (tučně označeno vítězství)        |
| ----------- | -------------------------------------------------- |
| Real Madrid | 8 (1998, 2000, 2002, 2014, 2016, 2017, 2018, 2022) |
| Atalanta    | 0                                                  |

## Zápas
| 14. srpna 2024 22:00    |        |          |                                                                  |
| Real Madrid             | 2 : 0  | Atalanta | Národní stadion, Varšava diváci: 56 042 rozhodčí: Sandro Schärer |
| Valverde 59' Mbappé 68' | Report |          | Národní stadion, Varšava diváci: 56 042 rozhodčí: Sandro Schärer |

| Real Madrid | Atalanta |

| BR              | 1  | Thibaut Courtois    |     |     |
| PO              | 2  | Dani Carvajal (c)   |     | 88' |
| SO              | 3  | Éder Militão        |     |     |
| SO              | 22 | Antonio Rüdiger     |     |     |
| LO              | 23 | Ferland Mendy       |     |     |
| DZ              | 8  | Federico Valverde   |     |     |
| DZ              | 14 | Aurélien Tchouaméni |     |     |
| PK              | 11 | Rodrygo             |     | 76' |
| OZ              | 5  | Jude Bellingham     | 35' | 88' |
| LK              | 7  | Vinícius Júnior     | 42' | 88' |
| SÚ              | 9  | Kylian Mbappé       |     | 83' |
| Nahrazující:    |    |                     |     |     |
| BR              | 13 | Andrij Lunin        |     |     |
| BR              | 26 | Fran González       |     |     |
| OB              | 18 | Jesús Vallejo       |     |     |
| OB              | 20 | Fran García         |     |     |
| OB              | 31 | Jacobo Ramón        |     |     |
| ZÁ              | 6  | Eduardo Camavinga   |     |     |
| ZÁ              | 10 | Luka Modrić         |     | 76' |
| ZÁ              | 15 | Arda Güler          |     | 88' |
| ZÁ              | 17 | Lucas Vázquez       |     | 88' |
| ZÁ              | 19 | Dani Ceballos       |     | 88' |
| ZÁ              | 21 | Brahim Díaz         |     | 83' |
| ÚT              | 16 | Endrick             |     |     |
| Trenér:         |    |                     |     |     |
| Carlo Ancelotti |    |                     |     |     |

| BR                   | 1  | Juan Musso           |     |     |
| SO                   | 19 | Berat Djimsiti       | 64' |     |
| SO                   | 4  | Isak Hien            |     | 90' |
| SO                   | 23 | Sead Kolašinac       |     | 71' |
| PZ                   | 77 | Davide Zappacosta    |     | 62' |
| SZ                   | 15 | Marten de Roon (c)   |     |     |
| SZ                   | 13 | Éderson              | 9'  |     |
| LZ                   | 22 | Matteo Ruggeri       |     |     |
| OZ                   | 8  | Mario Pašalić        |     | 90' |
| SÚ                   | 17 | Charles De Ketelaere |     | 62' |
| SÚ                   | 11 | Ademola Lookman      |     |     |
| Nahrazující:         |    |                      |     |     |
| BR                   | 29 | Marco Carnesecchi    |     |     |
| BR                   | 31 | Francesco Rossi      |     |     |
| OB                   | 5  | Ben Godfrey          |     | 62' |
| OB                   | 20 | Mitchel Bakker       |     | 71' |
| OB                   | 27 | Marco Palestra       |     | 90' |
| OB                   | 40 | Pietro Comi          |     |     |
| OB                   | 41 | Pietro Tornaghi      |     |     |
| ZÁ                   | 6  | Ibrahim Sulemana     |     |     |
| ZÁ                   | 25 | Federico Cassa       |     |     |
| ZÁ                   | 44 | Alberto Manzoni      |     | 90' |
| ÚT                   | 32 | Mateo Retegui        |     | 62' |
| ÚT                   | 45 | Dominic Vavassori    |     |     |
| Trenér:              |    |                      |     |     |
| Gian Piero Gasperini |    |                      |     |     |

| Muž zápasu: Jude Bellingham (Real Madrid) Asistenti rozhodčího: Stéphane De Almeida Jonas Erni Čtvrtý rozhodčí: Mykola Balakin Videorozhodčí: Bastian Dankert Asistenti videorozhodčího: Fedayi San Christian Dingert Pravidla zápasu - 90 minut - Penaltový rozstřel při nerozhodném stavu - Nejvýše 12 jmenovaných náhradníků - Maximálně 5 střídání |